# Вилхелм Едуард Вебер
Вилхелм Едуард Вебер (Витенберг, 24. октобар 1804 — Гетинген, 24. јун 1891) је био истакнути немачки физичар. Рођен је у Витенбергу, 24. октобра 1804. године, где је његов отац Михаел Вебер, радио као професор теологије. Вилхелм је био један од три брата, од којих су сва тројица ишла на студије науке. Након затварања витенбершког универзитета, његов отац је премештен у Хале 1815. Вилхелм је прве лекције добио од оца, а потом је пошао у школу у Халеу. Након што је пошао на универзитет посветио се националној филозофији. Толико се посветио својем учењу да је након дипломе одмах постао професор.
На Гаусов предлог, Вебер 1831. године одлази у Гетинген да би био професор физике, упркос чињеници да је имао само 27 година. Његове лекције биле су интересантне, сугестивне и инструктивне. Вебер је мислио, да би се боље разумела физика и да би се могла увести у свакодневни живот, да само лекције, упркос томе што су илустроване експериментима, нису довољне, па је он својим ученицима омогућио да сами, бесплатно експериментишу и то у школској лабораторији. Као студент од 25 година Вилхелм, је заједно са својим братом Ерностом, професором анатомије, издао књигу Теорија таласа и течности, књигу која им је осигурала пуно већу репутацију. Друга студија коју је радио је била „Механизам ходања међу људском врстом“. То је радио заједно са братом Едуардом. Те важне студије издане су између 1825. и 1838. године. Гаус и Вебер су 1833. године конструисали први електромагнетни телеграф. Вебер је умро у Гетингену 24. јуна 1891. године. СИ јединица за магнетни флукс, вебер  названа је у његову част.

## Биографија

### Ране године
Вебер је рођен у Шлосштрасе у Витенбергу, где је његов отац, Михаел Вебер, био професор теологије. Зграда је раније била дом Абрахама Ватера.
Вилхелм је био други од тројице браће, који су се сви одликовали склоношћу за науку. Након распуштања Универзитета у Витенбергу, његов отац је 1815. премештен у Хале. Прве лекције Вилхелм је добио од оца, али је сада послат у Уточиште за сирочад и гимназију у Халеу. Након тога је уписао универзитет, и посветио се природној филозофији. Толико се истакао у својим часовима, и оригиналним радом, да је након што је докторирао и постао приватни доцент, именован за изванредног професора природне филозофије у Халеу.

### Каријера
Године 1831, на препоруку Карла Фридриха Гауса, ангажовао га је Универзитет у Гетингену као професора физике, у узрасту од двадесет седам година. Његова предавања су била занимљива, поучна и сугестивна. Вебер је сматрао да су само предавања, иако илустрована експериментима, недовољна да би темељно разумели физику и применили је у свакодневном животу, и подстицао је своје студенте да сами експериментишу, бесплатно, у лабораторији колеџа. Као двадесетогодишњи студент, он је са својим братом, Ернстом Хајнрихом Вебером, професором анатомије у Лајпцигу, написао књигу о теорији таласа и флуидности, која је својим ауторима донела значајну репутацију. Акустика му је била омиљена наука и објавио је бројне радове о њој у Poggendorffs Annalen, Швајгеровом Jahrbücher für Chemie und Physik и музичком часопису Carcilia. 'Механизам ходања у човечанству' била је још једна студија, спроведена у сарадњи са његовим млађим братом Едуардом Вебером. Ова важна истраживања објављена су између 1825. и 1838. године. Гаус и Вебер су 1833. године конструисали први електромагнетни телеграф који је повезао опсерваторију са Институтом за физику у Гетингену.
У децембру 1837, влада Хановера је из политичких разлога отпустила Вебера, једног од Гетингенске седморице, са његовог места на универзитету. Вебер је затим путовао једно време, посећујући Енглеску, између осталих земаља, и постао професор физике у Лајпцигу од 1843. до 1849. године, када је постало могуће да се врати посао у Гетингену. Једно од његових најважнијих дела, у коауторству са Карлом Фридрихом Гаусом и Карлом Волфгангом Бењамином Голдшмитом, био је Atlas des Erdmagnetismus: nach den Elementen der Theorie entworfen (Атлас геомагнетизма: Дизајниран према елементима теорије), низ магнетних карата, и углавном су његовим напорима успостављене магнетне опсерваторије. Проучавао је магнетизам са Гаусом, а током 1864. објавио је своје Електродинамичке пропорционалне мере које садрже систем апсолутних мерења за електричне струје, који чини основу оних у употреби. Вебер је умро у Гетингену, где је сахрањен на истом гробљу као Макс Планк и Макс Борн.
За страног члана Краљевске шведске академије наука изабран је 1855. године.
Године 1856, са Рудолфом Колраушом (1809–1858) показао је да однос електростатичких и електромагнетних јединица даје број који одговара вредности тада познате брзине светлости. Ово откриће довело је до Максвелове претпоставке да је светлост електромагнетни талас. Ово је такође довело до Веберовог развоја његове теорије електродинамике. Такође, прва употреба слова „c” за означавање брзине светлости била је у раду Колрауша и Вебера из 1856.

## Међународно признање
По њему је названа СИ јединица магнетног флукса, вебер (симбол: Wb).

## Радови
- Akustik, Mechanik, Optik und Wärmelehre (на језику: немачки). Berlin: Springer. 1892.
- Wellenlehre (на језику: немачки). Berlin: Springer. 1893.
- Galvanismus und Elektrodynamik (на језику: немачки). Berlin: Springer. 1894.
- Mechanik der menschlichen Gehwerkzeuge (на језику: немачки). Berlin: Springer. 1894.